# 氫燃料
氫燃料（英語：hydrogen fuel）是與氧氣燃燒的零排放燃料，可以用於燃料電池或內燃機。它已經開始用於商用燃料電池車，並且已經在燃料電池公車中使用了很多年。除了氢能载具外，氢燃料也被用作航天器推進的燃料。
截至2018年，絕大多數氫氣（約95%）來自於化石燃料通過甲烷蒸汽重組或部分氧化，以及煤氣化；僅有少數氫氣生產是通過零排放的新途徑，如生物質氣化、水電解、太陽熱化學（太陽燃料）等。
氫是元素週期表中最輕的元素。由於氫的重量小於空氣，因此氫在大氣中上升，因此很少以其純淨形式出現。在空氣中燃燒的純氫氣火焰中，氫氣與氧氣反應形成水並釋放能量。
2H2 (g) + O2 (g) → 2H2O (g) + 能量
如果像通常情況那樣在大氣中代替純氧進行氫氣燃燒，則氫氣燃燒會產生少量的氮氧化物及水蒸氣。
釋放能量使氫能夠用作燃料。在電化學電池中，可以相對較高的效率使用該能量。如果僅將其用於加熱，則適用熱效率的常規熱力學限制。
氫通常被認為是一種能量載體，如電，因為它必須從諸如太陽能、生物質、電或者如天然氣或煤等碳氫化合物產生。使用天然氣進行常規產氫會產生重大的環境影響；與使用任何碳氫化合物一樣，也會排放二氧化碳。同時，向天然氣中添加20％的氫氣（不影響燃氣管道和家用電器的最佳份額）可以減少由加熱和烹飪引起的二氧化碳排放。